# Павильон Тяньи
Павильон Тяньи (кит. трад. 天一閣, упр. 天一阁, пиньинь Tiān yī gé) — древнейшая сохранившаяся частная библиотека в Китае. Находится в городе Нинбо, восточнее парка ЮэХу. Основана Чиновником Минского Китая Фан Цинем в 1561 году.
Во время династии Цин император Цяньлун посетил библиотеку и приказал по её образу построить семь императорских библиотек, одна из которых находится в Запретном городе.
В настоящее время в павильоне находится музей.

## Музей
В музее находятся экспозиции китайской живописи и каллиграфии, игровых костей для маджонга.
По состоянию на июнь 2009 года входной билет стоил 30 юаней для взрослых и 15 для учащихся.